# Mohammad Khakpour
Mohammad Khakpour (Teherán, 20 de febrero de 1969) es un exfutbolista y entrenador iraní, que jugaba de defensa y militó en diversos clubes de Irán, Singapur, Turquía y Estados Unidos.

## Selección nacional

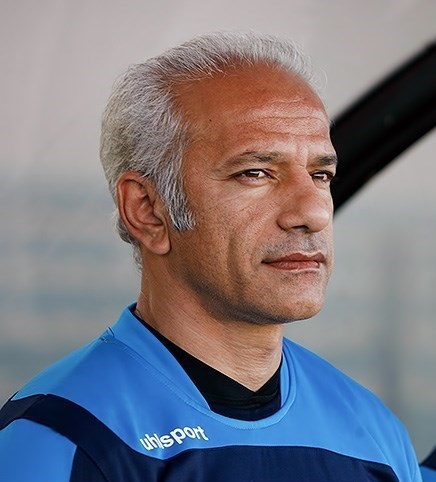
Mohammad Khakpour en su estadía como entrenador de la Selección Sub-23 de Irán

Con la Selección de fútbol de Irán, disputó 52 partidos internacionales y anotó solo un gol. Incluso participó con la selección iraní, en una sola edición de la Copa Mundial. La única participación de Khakpour en un mundial, fue en la edición de Francia 1998. donde su selección quedó eliminado, en la primera fase de la cita de Francia.

### Participaciones en Copas del Mundo
| Mundial                        | Sede    | Resultado    |
| ------------------------------ | ------- | ------------ |
| Copa Mundial de Fútbol de 1998 | Francia | Primera Fase |

## Clubes
| Club                  | País           | Año         |
| --------------------- | -------------- | ----------- |
| PAS Teherán           | Irán           | 1988 - 1990 |
| Persépolis            | Irán           | 1990 - 1995 |
| Geylang International | Singapur       | 1995 - 1996 |
| Vanspor FK            | Turquía        | 1996 - 1997 |
| Bahman                | Irán           | 1997 - 1999 |
| MetroStars            | Estados Unidos | 1999 - 2000 |